# Oton iz Pule
Oton iz Pule (Pula, 13. stoljeće - 14. prosinca 1241.), franjevac, karizmatik i blaženik.

## Životopis
Na osnovi malobrojnih autentičnih podataka o životu i djelovanju bl. Otona, pouzdano se zna da je živio u Puli, u prvoj polovici 13. stoljeća i da je bio jedan od prvih franjevaca koji su stigli u Istru. Predaja mu pripisuje izvanrednu dobrotu i savršenu krijepost te četrnaest čudesnih ozdravljenja, koja se potanko opisuju u djelima nekoliko crkvenih kroničara.  
Prema njima proizlazi da je, zahvaljujući svojim taumaturškim sposobnostima, bl. Oton iscijelio šest bolesnika koji su bolovali od oduzetosti, po dva od sljepoće i deformiranosti usta te po jednog od: grlobolje, nijemosti, slomljenih kostiju nakon pada i jednog uznemirenog od zloduha. Neka od tih čudesa blaženika je učinio za života, a druga, kao i mnoga nezabilježena, nastavila su se događati zagovorom na njegovu grobu. Većina ozdravljenja bila je trenutna, ali bilo je i takvih koja su isprošena dugim i ustrajnim molitvama. Kad su Francuzi ukinuli samostan sv. franje u Puli, 1805. godine, prenesene su njegove kosti u katedralu.
Premda postoji nekoliko navoda o datumu smrti bl. Otona, kao najpouzdaniji prihvaćen je 14. prosinca 1241., a za spomen na njega odabrana je treća nedjelja došašća. Na taj dan slavi ga se u Istri, poglavito u crkvi sv. Franje u Puli, gdje mu se u oltaru sv. Franje čuvaju zemni ostatci. U lokalnoj tradiciji sačuvan je kult bl. Otona kao univerzalnog iscjelitelja, a pobožni mu se puk i danas obraća u mnogim teškim prigodama i bolestima. Oton iz Pule nije službeno proglašen blaženim, ali je njegovo štovanje
Crkva odobrila.

### Članci
- Jurišić, Hrvatin Gabrijel. 1974. Osnovne crte hrvatskih svetaca i svetačkih kandidata. Bogoslovska smotra. Katolički bogoslovni fakultet Sveučilišta u Zagrebu. Zagreb. 44 (1): 88–105